# Trypanocentra atripennis
Trypanocentra atripennis är en tvåvingeart som beskrevs av Malloch 1939. Trypanocentra atripennis ingår i släktet Trypanocentra och familjen borrflugor. Inga underarter finns listade i Catalogue of Life.